# Flakturm

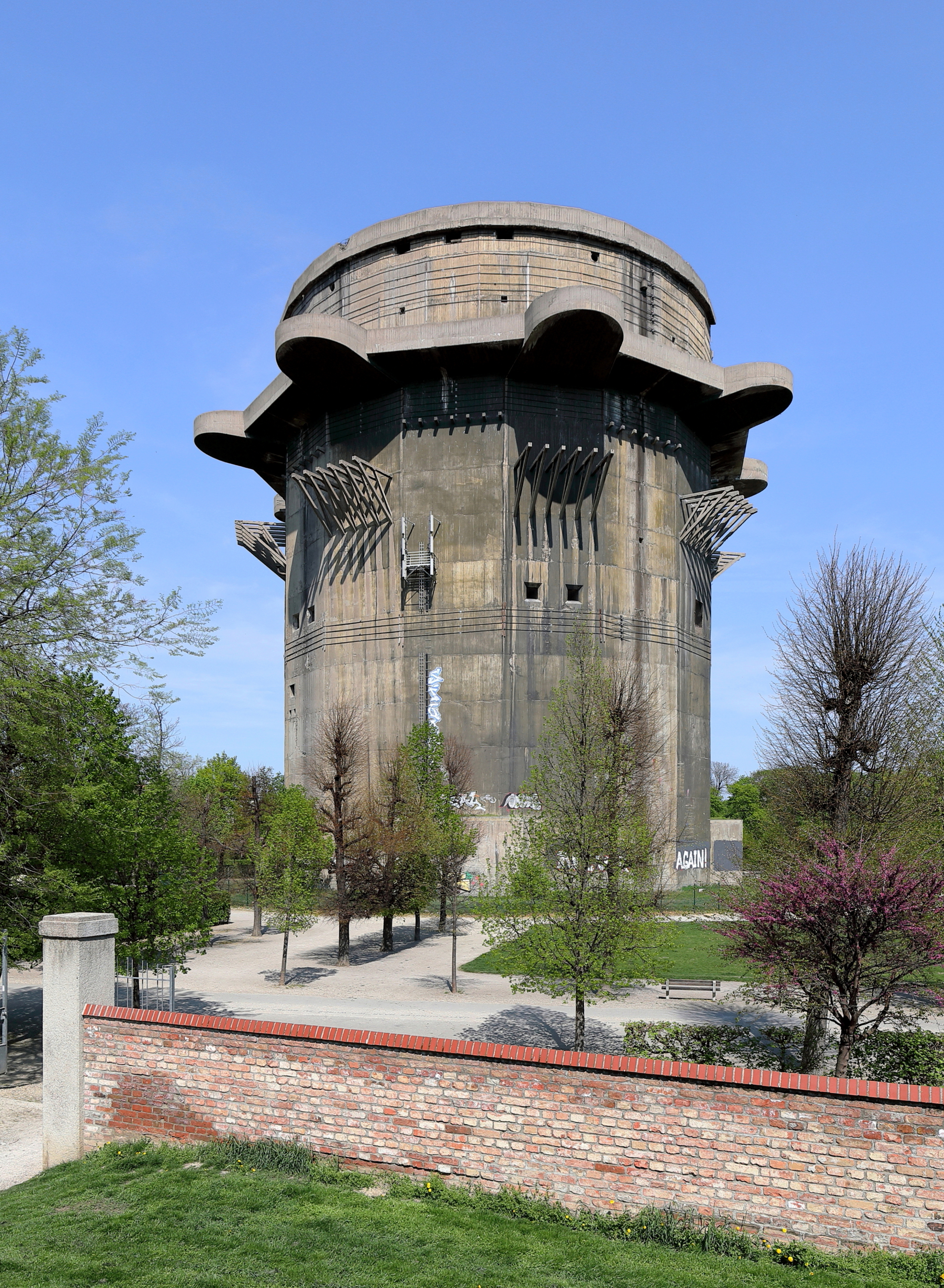
Flakturm w parku Augarten w Wiedniu

Flakturm (wieża dział obrony przeciwlotniczej) – schrony w kształcie wieży budowane w czasie II wojny światowej w Berlinie, Hamburgu i Wiedniu. Pełniły rolę schronu, ale także platform dla artylerii przeciwlotniczej (z języka niemieckiego Flugabwehrkanone lub Fliegerabwehrkanone, w skrócie FLAK). 
Od 1940 roku w Berlinie (3), Hamburgu (2) i Wiedniu (3) istniało 8 kompleksów wież przeciwlotniczych. Inne miasta, które korzystały z mniejszych wież przeciwlotniczych, to Stuttgart i Frankfurt. Dodatkowo jednofunkcyjne wieże przeciwlotnicze zbudowano w kluczowych miejscach dla Niemców, takich jak Angers we Francji oraz Helgoland w Niemczech. Podobne budowle z czasu niemieckiej okupacji Polski znaleźć można w Gdyni.
Wieże były obsługiwane przez Luftwaffe w celu obrony przed strategicznymi nalotami alianckimi na te miasta podczas II wojny światowej. Służyły również jako schrony przeciwlotnicze dla dziesiątek tysięcy miejscowych.

## Historia
Po odwetowym nalocie RAFu na Berlin w 1940 r. Adolf Hitler nakazał budowę trzech masywnych wież przeciwlotniczych, które miały chronić stolicę przed nalotami lotnictwa alianckiego. Każda wieża miała instalację radarową, którą można było schować za grubą betonowo-stalową kopułą w celu ochrony w trakcie nalotu.

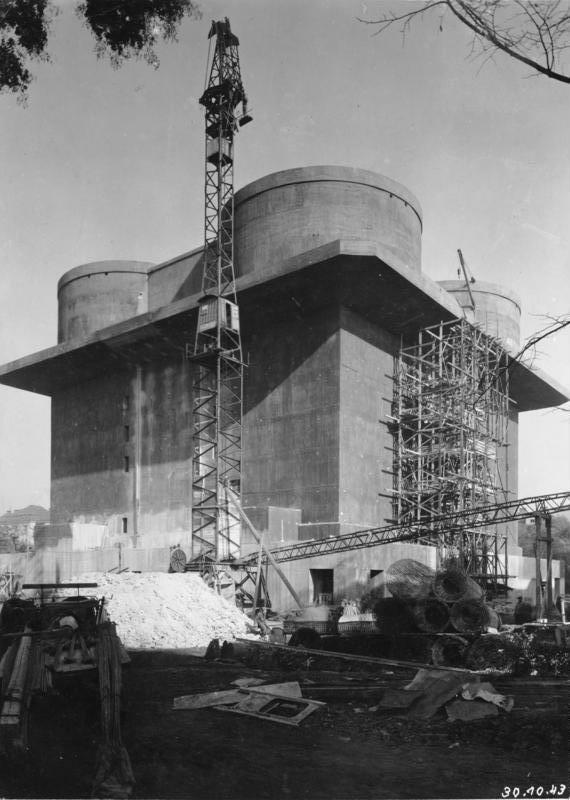
Flakturm w trakcie budowy w 1942 r.

Hitler był zainteresowany projektem wież, a nawet wykonał własnoręcznie kilka szkiców.
Wszystkie wieże w Berlinie zostały zbudowane w sześć miesięcy. Priorytet projektu był tak wysoki, że niemiecki krajowy rozkład jazdy kolei został zmieniony, aby ułatwić wysyłkę potrzebnych materiałów budowlanych na place budowy.
Dzięki zbrojonym betonowym ścianom o grubości do 3,5 m wieże przeciwlotnicze zostały uznane przez ich projektantów za odporne na atak standardowych bomb zrzucanych przez ciężkie bombowce RAF.
Uzbrojenie wież było w stanie utrzymać szybkostrzelność do 8000 pocisków na minutę ze swoich dział wielopoziomowych (choć głównie pocisków mniejszego kalibru, takich jak 2 cm FlaK 30), o zasięgu do 14 km o polu ostrzału 360 stopni. Jednak tylko działa FlaK 40 kalibru 128 mm miały skuteczny zasięg do obrony przed ciężkimi bombowcami RAF i USAAF. Trzy wieże przeciwlotnicze na obrzeżach Berlina utworzyły trójkąt ostrzału przeciwlotniczego, który objął centrum Berlina.
Wieże przeciwlotnicze zostały również zaprojektowane z myślą o wykorzystaniu bunkrów naziemnych jako schronu cywilnego z miejscem dla 10 000 cywilów i oddziałem szpitalnym w środku. Podczas bitwy o Berlin mieszkańcy utworzyli własne wspólnoty, a nawet 30 000 berlińczyków schroniło się w jednej wieży podczas bitwy. Wieże te, podobnie jak warownie średniowiecznych zamków, były jednymi z najbezpieczniejszych miejsc w mieście.
Podczas szturmu na Berlin wieże przeciwlotnicze FlaK 40 kalibru 128 mm służyły jako działa przeciwpancerne a same schrony były jednymi z ostatnich miejsc, opanowanych przez Armię Czerwoną.

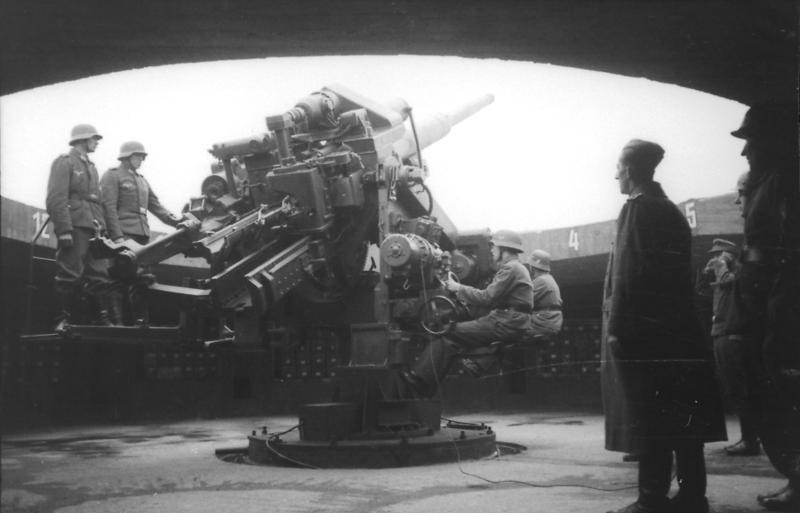
Działo 12.8 cm FlaK 40 z załogą

W czasie II wojny światowej wybudowano osiem podwójnych wież, których architektem był Niemiec Friedrich Tamms. Po wojnie uważano, że wyburzenie wież jest niewykonalne i wiele z nich zachowało się do dziś, a niektóre z nich przebudowano na inne cele.

## Projekty
Każdy kompleks wieży przeciwlotniczej składał się z:
- Wieża G (niem.: Gefechtsturm) tzw. wieży bojowej, znana również jako wieża działowa, wieża akumulatorowa lub duża wieża przeciwlotnicza

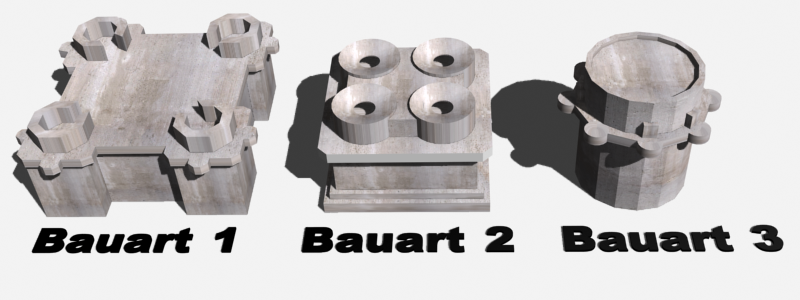
Wszystkie trzy generacje Flakturmów

- Wieża L (niem.: Leitturm) tzw. wieża ołowiana zwana również wieżą ognioodporną, wieżą dowodzenia, bunkrem nasłuchowym lub małą wieżą przeciwlotniczą.

1 Generacja
- Wieża G o wymiarach 70,5 × 70,5 m (kwadrat podstawy) i 39 m wysokości, zwykle były uzbrojone w osiem dział 12,8 cm FlaK 40 (cztery podwójne) oraz w liczne 37 mm Flak i 32 (osiem poczwórnych) 20 mm Flakvierling 38.
- Wieża L miały wymiary 50 × 23 × 39 m, zwykle były uzbrojone w cztery poczwórne działa 20 mm Flakvierling 38.

2 Generacja
- Wieża G o wymiarach 57 × 57 × 41,6 m, zwykle były uzbrojone w osiem (cztery podwójne) działka kal. 128 mm i szesnaście (cztery poczwórne) działka kal. 20 mm Flakvierling 38.
- Wieża L o wymiarach 50 × 23 × 44 m, zwykle były uzbrojone w czterdzieści (dziesięć poczwórnych) dział kal. 20 mm Flakvierling 38.

3 Generacja
- Wieża G wymiary 43 × 43 × 54 m, zwykle była uzbrojona w osiem (cztery podwójne) działka kal. 128 mm FlaK 40 i trzydzieści dwa (osiem poczwórnych) dział kal. 20 mm Flakvierling 38.

Ocena jeszcze większych i rozbudowanych wież została zlecona przez Adolfa Hitlera. Zamierzano zwiększyć trzykrotnie rozmiary i siłę ognia w porównaniu do poprzednich generacji.

## Zbudowane Flakturmy

### Flakturm I – Berliner Zoo, Berlin
Wieża zbudowana w pobliżu Ogrodu Zoologicznego w Berlinie była typem pierwszej generacji i obejmowała dzielnicę rządową. Służyła również jako składnica artefaktów z berlińskiego muzeum. Załoga poddała się Sowietom 30 kwietnia 1945 r. W 1947 r. Brytyjczycy przy drugiej próbie (używając kilku ton materiałów wybuchowych) wysadzili wieżę G.

### Flakturm II – Friedrichshain, Berlin
Flakturm II (1 Generacja projektowa):
- Wieża G została częściowo rozebrana po wojnie; obecnie jedna strona pozostaje widoczna. Wieża została uwieczniona na niskopoziomowych zdjęciach lotniczych zrujnowanego miasta w 1945 roku[4].
- Wieża L została zburzona po wojnie.

Obie wieże z czasem pokryły się naturalnie zielenią i teraz wydają się być naturalnymi wzgórzami w Volkspark Friedrichshain w Berlinie. Wieża G znana jako Mont Klamott (Góra Gruzu), była inspiracją dla piosenek piosenkarza i autora tekstów Wolfa Biermanna i zespołu rockowego Silly.

### Flakturm III – Humboldthain, Berlin
Trzecia wieża przeciwlotnicza pierwszej generacji została zbudowana w parku Humboldthain w Berlinie.
- Wieża G została częściowo rozebrana po wojnie; obecnie tylko jedna strona pozostaje widoczna. Wnętrze można zwiedzać.
- Wieża L została częściowo zburzona po wojnie; niektóre ściany pozostają widoczne.

### Flakturm IV – Heiligengeistfeld, Hamburg

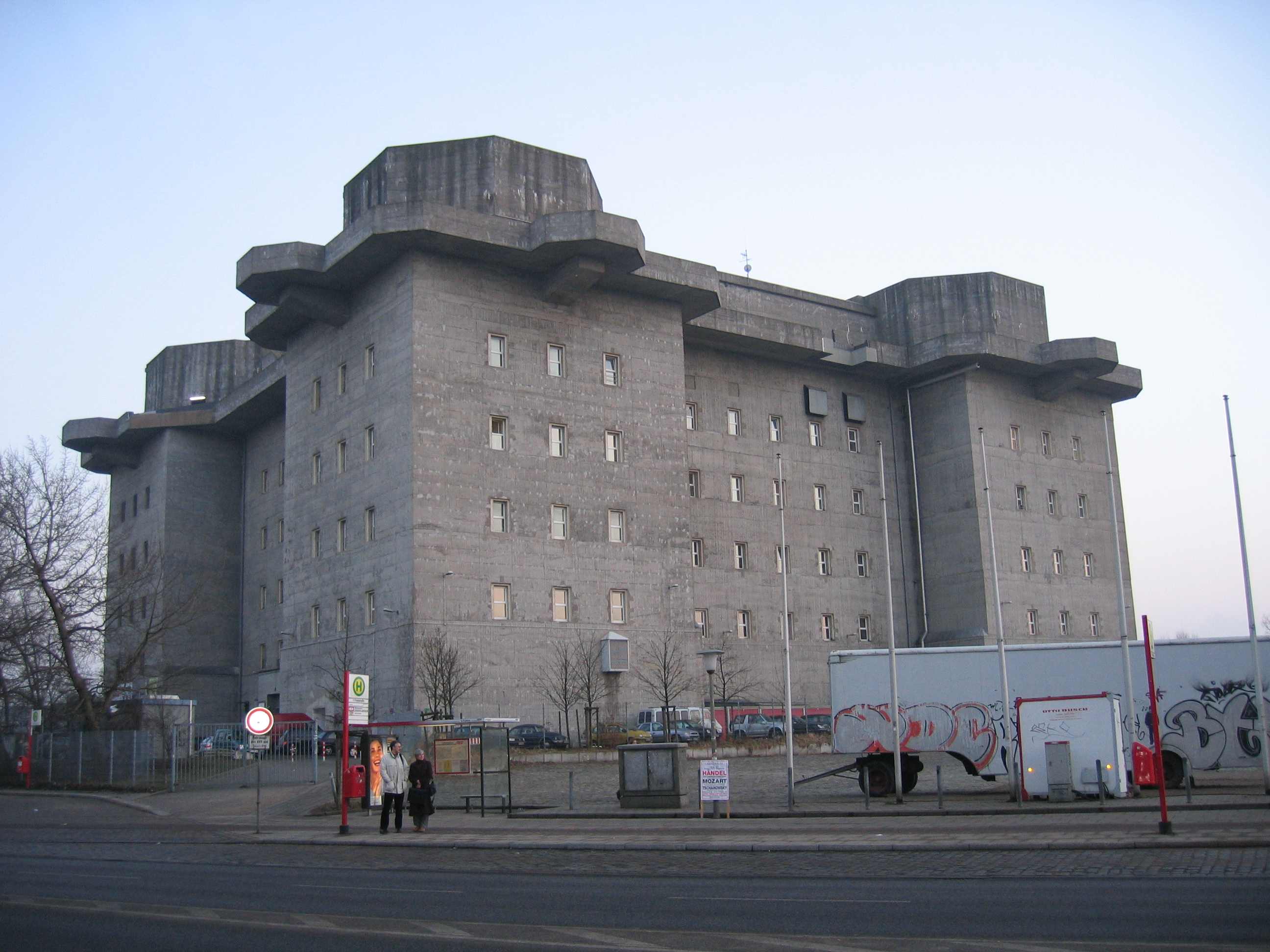
Flakturm IV w Hamburgu

Czwarty Flakturm pierwszej generacji, pierwszy wybudowany poza Berlinem.
- Wieża G została przekształcona w klub nocny ze szkołą muzyczną i sklepami muzycznymi. W październiku 2019 r. NH Hotel Group ogłosiła plany przekształcenia go w luksusowy hotel, który został otwarty w 2021 r. Wieża, zawierająca sześć poziomów poniżej dachu, zawiera w swoim projekcie, jako część schronu przeciwlotniczego, dwie identyczne przestrzenie do ochrony przed atakami gazowymi, jedną na pierwszym piętrze (nad poziomem gruntu) i drugą na drugim piętrze. Oba mają około 300 m kwadratowych powierzchni i mają sześć „okien” (otworów w ścianie)[5][6].
- Wieża L została zburzona po wojnie i zastąpiona budynkiem należącym do T-Mobile.

### Flakturm V – Stiftskaserne, Wiedeń
Pierwszy Flakturm 3 generacji wybudowany w Wiedniu.
- Wieża G jest użytkowana przez armię austriacką.
- Wieża L (w Esterhazypark) jest używana jako akwarium publiczne Haus des Meeres (Dom Morza), od 1957 roku. Na zewnątrz zmieniono elewację budynku w ścianę wspinaczkową.

### Flakturm VI – Wilhelmsburg, Hamburg
Flakturm w Wilhelmsburgu jest przedostatnim przedstawicielem 2 generacji projektowej.
- Wieża G pozostała nienaruszona do dziś.
- Wieża L została zburzona po wojnie.

### Flakturm VII – Augarten, Wiedeń
Drugi zespół Flakturm 3 generacji w Wiedniu.
- Wieża G pozostaje pusta. Cała północno-wschodnia i połowa wschodnich platform działowych 20 mm została usunięta w 2007 roku, łącznie z chodnikami łączącymi z powodu pogorszenia się ich stanu techniczego. Sama wieża została wzmocniona stalowymi linami otaczającymi całą konstrukcję, 12 lin znajduje się nad gniazdami dział, 6 tuż pod i dodatkowe 4 w połowie wysokości wieży. Wieża jest domem dla tysięcy gołębi, które gniazdują na każdej platformie i otworze. W swojej historii doznała wewnętrznej eksplozji, a po jednej stronie brakuje kilku pięter w pobliżu szczytu. Zachodnia strona konstrukcji służy również jako wieża łączności komórkowej.
- Wieża L pozostaje pusta. Choć rozważa się wykorzystanie jej jako serwerowni lub kina na świeżym powietrzu.

### Flakturm VIII – Arenbergpark, Wiedeń
Ostatni Flakturm (2 generacji projektowej, jak i ogółem) wybudowany w czasie II wojny światowej Arenbergpark.
- Wieża G jest wykorzystywana jako magazyn sztuki.
- Wieża L pozostaje pusta.

## Planowane Flakturmy
- Berlin: Tiergarten (planowane dodatkowo dwa, nie wybudowane)
- Berlin: Hasenheide, Tempelhof (planowany, nie wybudowany, wybudowano w zastępstwie Flakturm w Hamburgu)
- Berlin: Reichstag (rozważano przebudowę aczkolwiek uznano, że budynek nie nadaje się na Flakturm)
- Brema: Neustadt Contrescarpe (dwa planowane, żaden nie wybudowany)
- Hamburg: Wschodni Hamburg (planowany, nie wybudowany)
- Monachium: Monachijski Hauptbahnhof (z niem. Dworzec Główny) (osiem planowanych, żaden nie wybudowany)
- Wiedeń: planowano budowę trzech – w Schmelz, Prater oraz we Floridsdorf.